# Warning (Green Day)
"Warning" je drugi singl istoimenog albuma američkog punk rock sastava Green Day. 

## O pjesmi
Riječi ove pjesme govore o životu bez upozorenja (kao što idu riječi u refrenu "live without warning"). Billie Joe Armstrong je rekao u intervjuima da je originalni koncept bio stvoriti pjesmu čije su riječi bile napravljene od svih znakova i oznaka, ideja je proizašla iz toga.Pjesma se nije nalazila na ljestvici Billboard Hot 100, iako se pojavila na Bubbling Under Hot 100. Singl se također našao u Top 40 UK singla u Ujedinjenom Kraljevstvu.

## Popis pjesama
CD 1:
1. Warning (Verzija s albuma)
2. Scumbag
3. Don't Want to Know If You Are Lonely (Hüsker Dü cover)

CD 2:
1. Warning (Verizja s albuma)
2. Outsider (Ramones cover)
3. Suffocate

Warning / Minority AU Single:
1. Warning
2. Minority
3. Scumbag
4. Outsider (obrada Ramonesa)

7" Adeline:

A strana
1. Warning

B strana
1. Scumbag
2. Outsider (obrada Ramonesa)

7" Reprise:

A strana
1. Warning

B strana
1. Suffocate

## Video spot
Video spot, koji je režirao Francis Lawrence, vrši radnju oko jednog lika koji krši mnogo smiješnih upozorenja u našem društvenom životu, kao:
- povlači natpis "do not remove" (ne skidaj) s njegovog madraca
- rasteže se u donjem rublju ispred prozora
- stavlja šampon u oči
- gura štapiće za uši u slušni kanal (što je opasno po život)
- guta pastu za zube
- pije pokvareno mlijeko
- trči sa škarama
- ostavlja tost u tosteru (nakon refrena kad se prikazuje Billie Joe-a, toster je pregorio i dimi se)
- uključi mikrovalnu pa odlazi iz kuće
- ne zatvara ulazna vrata kuće kad izlazi
- gleda direktno u sunce
- vozi s koljenima dok drži telefon u jednoj ruci i šalicu kave u drugoj
- jede pokraj bazena, pa ide plivati
- jede hranu koja je pala na pod
- ignorira natpis "zabranjeno trčanje" i trči oko bazena
- upravlja strojem pod utjecajem prehlade
- govori ženskom radniku lijepa stražnjica ("nice ass")
- ostavlja auto otvoreno s ključem u motoru
- trči kroz prometnu gužvu
- prelazi policijsku liniju, i potom ga pucaju
- gleda u hranu dok je ona u mikrovalnoj
- jede hranu s rukama uprljanim uljem
- trči po sredini ulice noću noseći crno
- uzima slatkiš od stranca
- jede nepohanu piletinu
- gleda direktno u televiziju
- ne mijenja donje rublje
- sat je postavljen u krivo vrijeme

## Vanjske poveznice
- discogs.com - Green Day - Warning